# Der glorreiche Augenblick
Der glorreiche Augenblick op. 136 ist eine Kantatenkomposition von Ludwig van Beethoven.

## Entstehung
Beethoven komponierte die Kantate zur Eröffnung des Wiener Kongresses am 1. November 1814, der unter Leitung von Klemens Wenzel Lothar von Metternich die Neuordnung Europas nach den Napoleonischen Kriegen regeln sollte.
Der Text stammt von Aloys Weißenbach, der bereits den Text für eine ähnliche Komposition von Friedrich August Kanne geschrieben hatte. Wie Weißenbach berichtete, kam der Kontakt zustande, indem er nach dem Besuch einer Fidelio-Aufführung am 26. September 1814 von Beethoven eine Einladung zum Kaffee erhielt.
Die Kantate wurde im Rahmen einer Akademie am 29. November 1814 aufgeführt; während dieser erklangen auch Beethovens 7. Sinfonie A-Dur op. 92 sowie das Schlachtengemälde Wellingtons Sieg oder die Schlacht bei Vittoria op. 91. Mit 68 Streicherstimmen hatte Beethoven die bis dahin stärkste Orchesterbesetzung seiner Laufbahn zur Verfügung. Möglicherweise wollte Beethoven bei der Eröffnung des Kongresses ursprünglich seinen Chor Ihr weisen Gründer glücklicher Staaten (WoO 95) aufführen.
Im Jahr 1825 erwog Beethoven, die Kantate um eine Ouvertüre zu ergänzen.

## Zur Musik

### Satzfolge
1. Chor: „Europa steht!“
2. Rezitativ: „O seht sie nah' und naher treten!“ (Führer des Volkes, Genius, Chor)
3. Arie mit Chor: „O Himmel, welch' Entzücken!“ (Vienna, Chor)
4. Rezitativ: „Das Auge schaut“ (Seherin, Chor)
5. Rezitativ und Quartett: „Der den Bund im Sturme fest gehalten“ (Seherin, Vienna, Führer des Volkes, Genius)
6. Chor: „Es treten hervor“

### Analyse
Die ersten drei Sätze der Kantate schildern den Einzug der beim Kongress teilnehmenden gekrönten Häupter. Der vierte und der fünfte Satz haben schließlich den Kongress selbst zum Thema. Im Schlusssatz beschließt ein Chor des Volkes die Kantate.
Der Eingangschor ähnelt mit seiner blockhaft-syllabischen, homophonen und homorhythmischen Setzweise in Chor und Orchester am Anfang und Ende dem Eingangschor von Ihr weisen Gründer glücklicher Staaten (WoO 95).
Im zweiten Satz verkünden die beiden Solisten (Bass und Tenor), begleitet vom Solo-Cello und gefolgt von einem pastoralen Chor des Volkes, die königlichen Kongressteilnehmer an.
Im dritten Satz werden die einzelnen Kongressteilnehmer angesprochen. Die Musik tritt dabei in den Hintergrund, so dass das Publikum während der Uraufführung seine Aufmerksamkeit auf die Angesprochenen richten konnte und seine Blicke, wie Beethovens Sekretär Anton Felix Schindler berichtete, zu den jeweiligen Regenten schweifen ließ. Die dem Rezitativ folgende Arie enthält im Text Parallelen zu Friedrich Schillers Ode An die Freude, die Beethoven später in seiner Sinfonie Nr. 9 d-Moll op. 125 vertonte. Diese Konzeption war wohl auch der Grund  dafür, warum die Kantate bei den der Uraufführung folgenden Aufführungen am 2. und am 25. Dezember 1814, bei denen die politische Prominenz nicht mehr zugegen war, nicht mehr so erfolgreich war wie bei der Uraufführung selbst.
Die Arie des vierten Satzes hat den Charakter eines Gebets.
Der im dritten Satz noch ausgesparte Kaiser Franz I. von Österreich, der Gastgeber des Kongresses, findet im vierten Satz eine eigene Erwähnung.
Während des langsamen Anfangteils des letzten Satzes setzen nacheinander der Kinder-, der Frauen- und der Männerchor ein und bringen in einer gemeinsam gesungenen Chorfuge mit Presto als Finale die Kantate zum Abschluss.

## Wirkung
Beethovens Sekretär Anton Felix Schindler berichtete über die Aufführung:

„Die Stimmung der nahezu aus 6000 Zuhörern bestehenden Versammlung, aber auch der in der großen Schaar der im Orchester und Chor Mitwirkenden, lässt sich nicht beschreiben. Die ehrfurchtsvolle Zurückhaltung von jedem lauten Beifallszeichen verlieh dem Ganzen den Charakter einer großen Kirchenfeier. Jeder schien zu fühlen, ein solcher Moment werde in seinem Leben niemals wiederkehren. Nur Eins hatte der Feier gefehlt: die Anwesenheit Wellington's“

Wahrscheinlich waren es doch eher 3000 als die von Schindler genannten 6000 Zuhörer, die der Uraufführung beiwohnten, die nicht nur durch die von der „Wiener Zeitung“ bescheinigte Vollkommenheit der Komposition, sondern auch von den Ereignissen des Kongresses selbst beeindruckt waren.
Dass Beethoven, der sonst vehement ideelle Werte wie Gleichheit und Freiheit des Individuums vertrat, mit dem Glorreichen Augenblick eine oberflächliche Huldigungsmusik für die aristokratische Schicht schrieb, hat in der Beethoven-Forschung für Diskussionen gesorgt. Die Erklärungsansätze reichen hierbei von Kritik an den politischen Ereignissen in Form von übertriebener musikalischer Oberflächlichkeit bis hin zu rein finanziellen Erwägungen. Cook wiederum hält eine Aufteilung von Beethovens Schaffen in „gute“ Musik mit einer tiefen humanen Aussage einerseits und „schlechte“ inhaltsleere Musik für unmöglich, weil eine solche Unterscheidung im Wien zur Zeit Beethovens unvorstellbar war., zumal, so Cook, die Parallelen zwischen dem Glorreichen Augenblick und der 9. Sinfonie zu auffällig seien. Die Rezeption der Kantate wird nach Musikwissenschaftler Tobias Janz immer kontrovers bleiben, weil die Kantate zu eng mit dem konkreten Ereignis des Wiener Kongresses verbunden ist.

### Belege
- Chormusik zum Wiener Kongress – »Ihr weisen Gründer glücklicher Staaten« WoO 95 und »Der glorreiche Augenblick« op. 136. In: Sven Hiemke (Hg.): Beethoven-Handbuch. Bärenreiter, Kassel, 2009, ISBN 978-3-7618-2020-9, S. 273–279.

### Weiterführende Literatur
- Michael Ladenburger: Der Wiener Kongreß im Spiegel der Musik. In: Beethoven. Zwischen Revolution und Restauration, hrsg. von Helga Lühning und Sieghard Brandenburg, Bonn, 1989, S. 275–306
- Frank Schneider: Der glorreiche Augenblick op. 136. In: Interpretationen, 1994, Band 2, S. 364–369